# Сіверськодонецький багатопрофільний ліцей
48°56′48″ пн. ш. 38°31′16″ сх. д. / 48.946571° пн. ш. 38.521224° сх. д.
Сіверськодонецький багатопрофільний ліцей— загальноосвітній спеціалізований навчальний заклад новітньої форми— ліцей— у місті Сіверськодонецьку Луганської області, що здійснює поглиблене навчання за декількома профілями; єдиний у своєму роді навчальний заклад у місті.

## Загальна інформація
Ліцей Сіверськодонецької міської ради Луганської області було створено 1997 року. Зараз ліцей— це унікальний навчальний заклад, у якому збираються близько 350 найталановитіших дітей міста Сіверськодонецька. Серед теперішніх ліцеїстів та випускників багато переможців та призерів Всеукраїнських учнівських олімпіад усіх рівнів, конкурсів-захистів у Малій академії наук та інших інтелектуальних й спортивних змагань. Особливого успіху досягли учні ліцею у предметних олімпіадах з хімії, чим підтверджують статус Сіверськодонецька - міста хіміків.

## Навчальний процес
Навчання в ліцеї здійснюється з 8 по 11 клас за трьома напрямками: фізико-математичним, хіміко-біологічним та історико-філологічним.
Профілювання в ліцеї сприяє кращому засвоєнню набутих умінь та навичок з обраної галузі знань, профорієнтації майбутніх випускників. Мова викладання в ліцеї — українська. Ліцей має сучасно обладнану комп'ютерну залу, комп'ютерний клас, бібліотеку, гуртки: театральний, студія бального танцю, вокальний ансамбль, секції з волейболу та футболу, флористики та фітодизайну. У ліцеї щомісячно виходить періодичне друковане видання — газета «Талісман». Навчальний процес пов'язаний із психологічним супроводом (факультатив «Пізнай себе», курс за вибором «Психологічні засади вибору професії», психологічна діагностика, консультування тощо).
Традиційними щорічними конкурсами в ліцеї є «Людина року», «За честь ліцею», математичний турнір пам’яті Антипова, «Екологічний марафон», «Гуманітарна карусель» тощо.

## Викладачі
У ліцеї працює досвідчений колектив педагогів, очолюваний Скурідіною Оленою Анатоліївною. Заступники директора — Васильєва Р.p;О., Карпенко С.Л., Комленко Л.Б. та 18 вчителів вищої категорії, 7 вчителів І категорії. 10 вчителів мають звання методиста, а 4 — старшого учителя. 11 учителів ліцею нагороджені Знаком «Відмінник освіти». Педагогічний колектив ліцею — лауреат Всеукраїнського конкурсу «Сто найкращих шкіл України 2006» у номінації «Школа професійної кар'єри», постійний учасник Всеукраїнських виставок-презентацій «Сучасна освіта України» (2002, 2004, 2005, 2006, 2007, 2008 рр.). У 2007 році Сіверськодонецький багатопрофільний ліцей визнаний навчальним закладом-партнером Управління освіти і науки Луганської обласної державної адміністрації та Луганського обласного інституту післядипломної педагогічної освіти, про що свідчить Сертифікат. Учителі ліцею презентують свій досвід у педагогічній пресі України. У 2005 році 6 вчителів отримали Дипломи учасників І етапу Всеукраїнського огляду-конкурсу «Панорама творчих уроків — 2005» за активну участь у творенні сучасної школи, впровадження інформаційних технологій. У 2008 році 12 вчителів ліцею стали лауреатами Всеукраїнського конкурсу «Найкращий тематичний тест».
Педагогічний колектив ліцею вважає: треба йти у ногу з часом, і навіть трохи попереду.

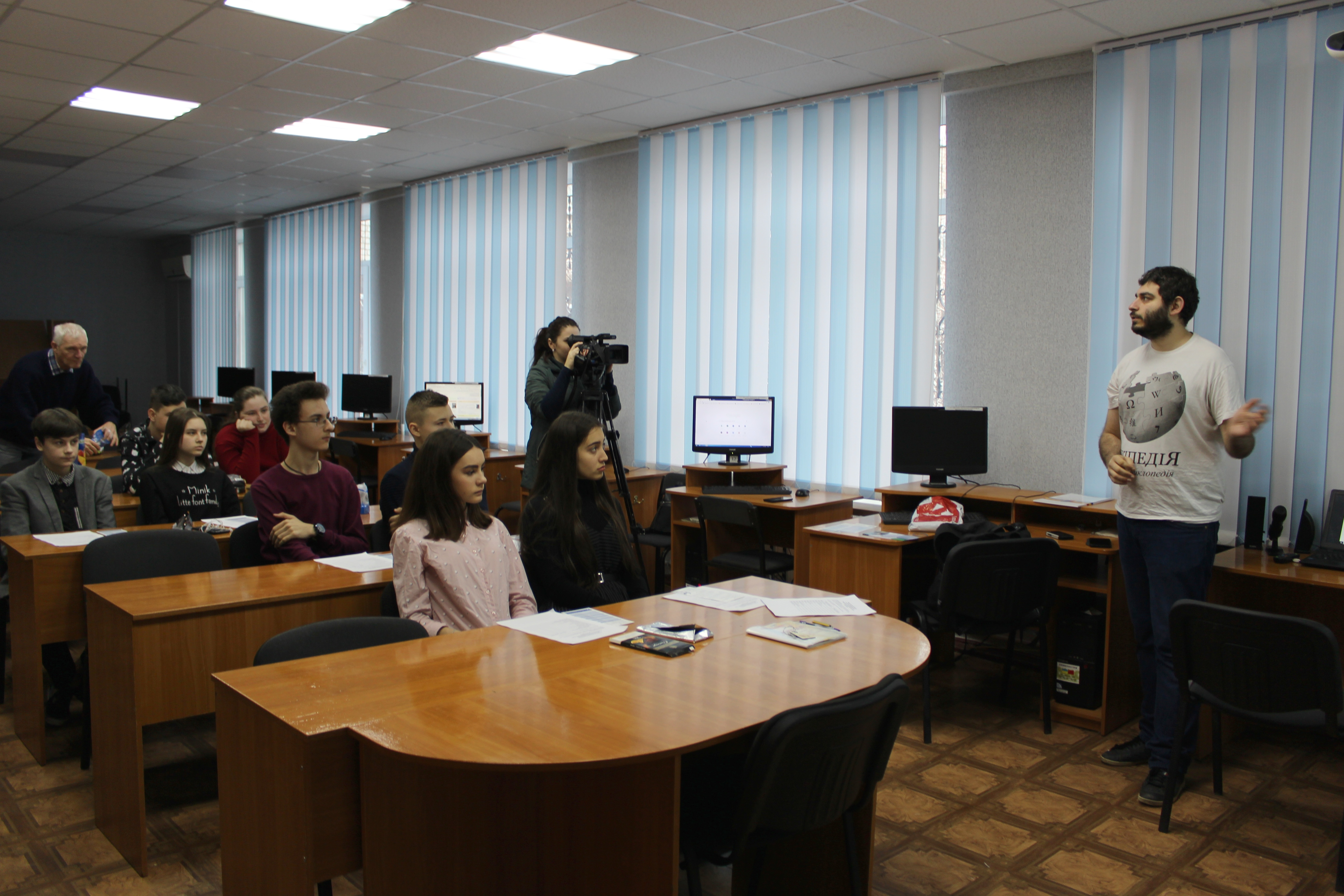
Вікімарафон 2000 у ліцеї
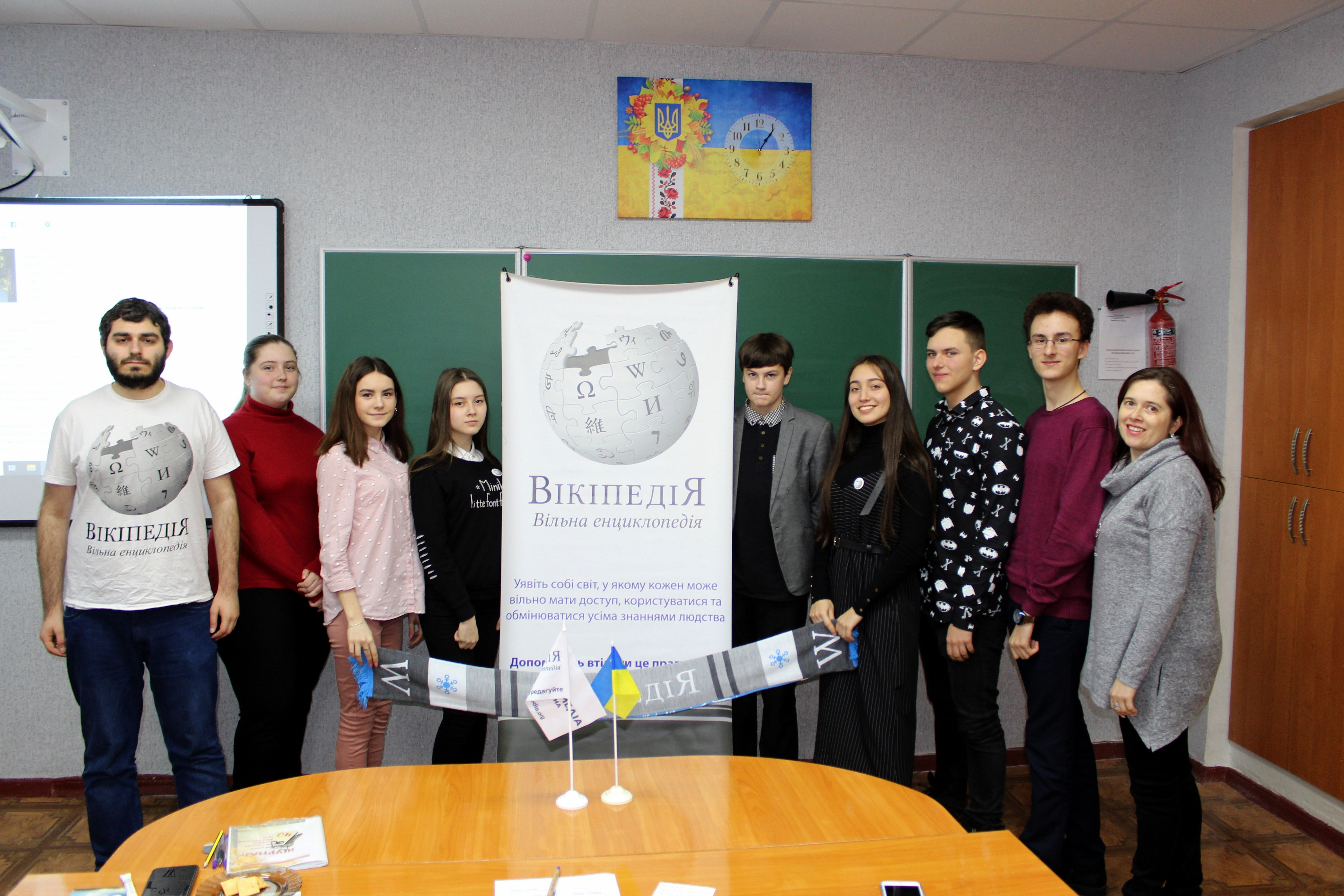
Вікімарафон 2000 у ліцеї
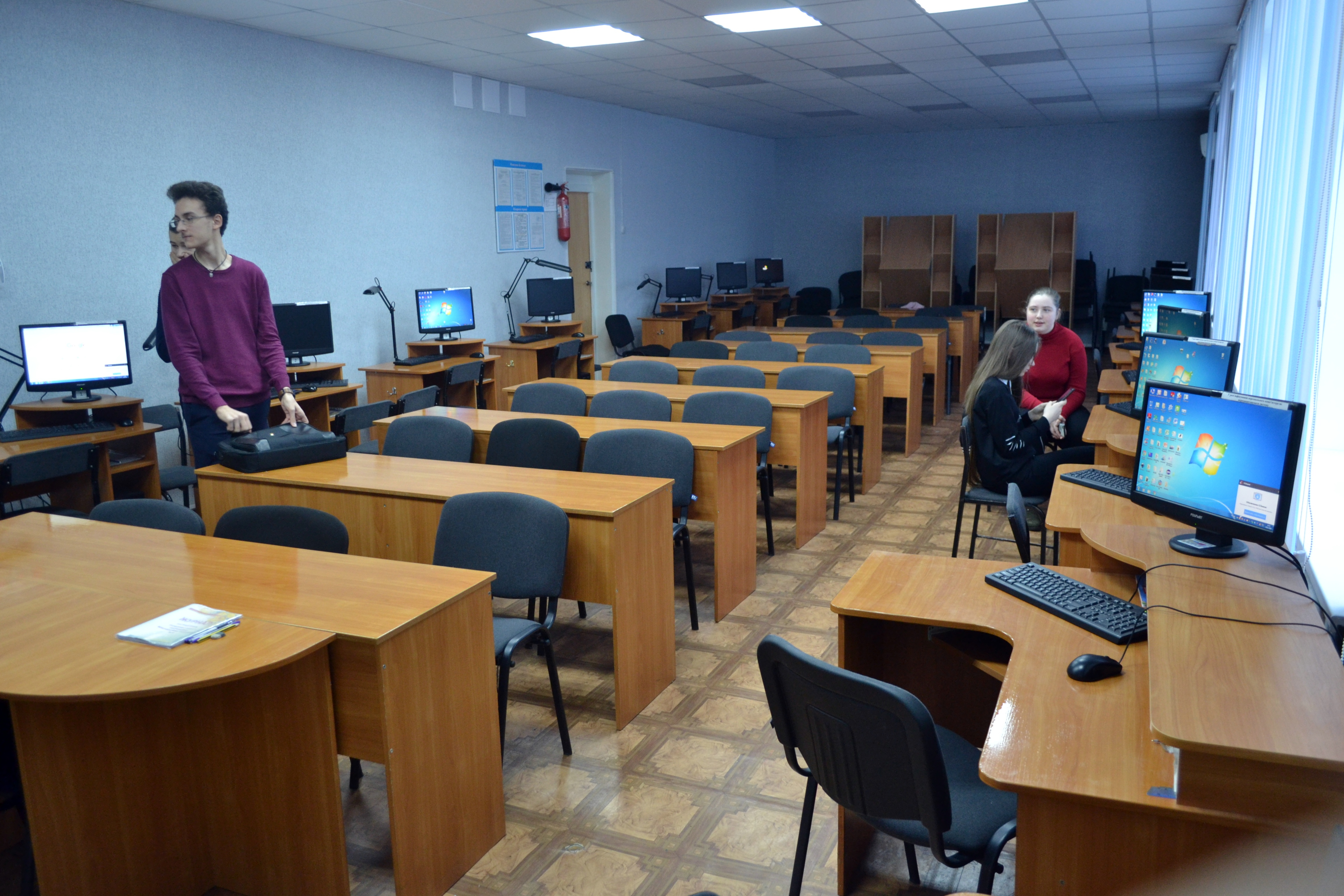
Комп'ютерний клас